# Joseph Jones (cầu thủ bóng đá)
Joseph William Jones (1880-không rõ) là một cầu thủ bóng đá người Anh thi đấu ở Football League cho Wolverhampton Wanderers.